# Metopius longispina
Metopius longispina là một loài tò vò trong họ Ichneumonidae.